# Parafia św. Stanisława biskupa i męczennika w Scranton
Parafia św. Stanisława biskupa i męczennika w Scranton (St. Stanislaus Bishop and Martyr Parish) - parafia katedralna Polskiego Narodowego Kościoła Katolickiego w USA i Kanadzie z siedzibą w Scranton na terenie stanu Pensylwania w Stanach Zjednoczonych Ameryki Północnej. Parafia znajduje się na terenie diecezji centralnej i jest pod bezpośrednim zwierzchnictwem biskupa diecezjalnego. W Scranton znajduje się również parafia Opatrzności Bożej, wchodząca w skład Litewskiego Narodowego Kościoła Katolickiego. Proboszczem parafii jest bp Bernard Nowicki, a jego wikariuszem ks. Janusz Lucarz.
Msze św. w języku polskim sprawowane są w katedrze w każdą niedzielę o godzinie 7:30. Msze św. w języku angielskim sprawowane są w katedrze w niedzielę o godzinie 9:00 oraz codziennie o 8:30. W kaplicy Zbawiciela Naszego Msze św. w języku angielskim sprawowane są o godzinie 10:30 w każdą niedzielę.

## Historia
Powstanie parafii św. Stanisława sięga genezą konfliktu jaki wybuchł w polskiej parafii pw. Najsłodszego Serca Jezusa i Maryi w Scranton pomiędzy wiernymi a ks. proboszczem Ryszardem Austem. Wiernym chodziło o wzgląd i kontrole w finansach, ale wspomniany proboszcz nie chciał zezwolić na rewizje dochodów wspólnoty. W 1895 r. doszło do incydentu między proboszczem a wiernymi, kiedy Ci nie chcieli puścić księdza do ołtarza. Ks. R. Aust wezwał policję i musiało dojść do rozlewu krwi. Polacy nie chcieli już modlić się w tym kościele, uzyskali pozwolenie na budowę nowej świątyni. Gdy obok starego kościoła stanął nowy, pomyślano o duszpasterzu. Zgromadzenie parafialne w dniu 14 marca 1897 r. wybrało ks. Franciszka Hodura na proboszcza.
Kościół św. Stanisława Męczennika w Scranton został oficjalnie katedrą PNKK na mocy dokumentów przyjętych przez I Synod wspólnoty polskich katolików, który odbył się w Scranton w dniach 6-8 września 1904 r. Parafia miała wyjątkowy jak na ówczesny statut system zarządzania min. majątkiem parafialnym zarządzał komitet, a kościół w pełni był we włościach polskiej społeczności.
W marcu 1909 r. inne polskie parafie połączyły się z ośrodkiem w Scranton i utworzyły Polski Narodowy Kościół Katolicki (PNKK). Na swojego przywódce polskokatoliccy wybrali ponownie ks. Franciszka Hodura, który niedługo potem przyjął sakrę biskupią z rąk Arcybiskupa Unii Utrechckiej i włączył PNKK do rodziny kościołów starokatolickich.
Parafia św. Stanisława Biskupa i Męczennika w Scranton od tej pory stała się ważnym ośrodkiem polonijnym w Stanach Zjednoczonych. To właśnie w Scranton odbywało się większość synodów kościoła i tu siedzibę ma Pierwszy Biskup Polskiego Narodowego Kościoła Katolickiego.

### Proboszczowie parafii
- 1897-1949 - bp Franciszek Hodur
- 1949-1954 - bp Jan Misiaszek
- 1954-1955 - ks. Józef Leśniak
- 1955-1968 - bp Leon Grochowski
- 1968-1999 - bp Antoni Rysz
- 1999-2005 - bp Kazimierz Grotnik
- 2005-2006 - bp Robert Nemkovich
- 2006-2011 - bp Antoni Mikovsky
- 2011-2012 - bp John Mack
- od 2012 - bp Bernard Nowicki